# Sainte-Croix-à-Lauze
Sainte-Croix-à-Lauze è un comune francese di 81 abitanti situato nel dipartimento delle Alpi dell'Alta Provenza della regione della Provenza-Alpi-Costa Azzurra.

## Società

### Evoluzione demografica
Abitanti censiti